# The Common Law
The Common Law ist ein US-amerikanischer Spielfilm aus dem Jahr 1931 mit Constance Bennett in der Hauptrolle. Der Film ist mit seiner offenen Darstellung von außerehelichen Beziehungen typisch für den laxen Umgang mit den Zensurbestimmungen vor dem Inkrafttreten den Production Code.

## Handlung
Die junge, lebenslustige Amerikanerin Valerie West war einige Jahre die Geliebte des sagenhaft reichen Dick Cardemon. Jetzt ist sie seiner überdrüssig und auf einer Reise nach Paris verlässt sie ihn Hals über Kopf, um nackt für den jungen und armen Künstler John Neville Model zu stehen. Zunächst bleibt ihre Beziehung rein platonisch, doch allmählich entwickelt sich Liebe zwischen den beiden. Gerade als Valerie John ihre Vergangenheit beichten will, erfährt dieser von seiner Schwester, Mrs. Claire Collins, jedes unappetitliche Detail über Valerie. Als John mit Valerie bricht und dabei moralische Bedenken vorträgt, hält ihm die junge Frau eine Standpauke, in der sie ihm seine Doppelmoral und Borniertheit vorwirft. Valerie stürmt aus dem Atelier und John entdeckt, wie sehr er sie doch liebt. Er eilt ihr nach und trifft sie in einem zwielichtigen Nachtclub wieder, wo Valerie in Gesellschaft eines reichen Herren mit unehrenhaften Absichten ist. Erneut streiten die beiden sich über Moral und Anstand und Valerie bittet John um Vergebung für ihre Sünden der Vergangenheit. Beide beschließen, das nächste Jahr offen, ohne Trauschein zusammen zu leben, um herauszufinden, ob sie sich wirklich heiraten wollen. Viele Verwicklungen später stehen die beiden Leute glücklich vor dem Altar und geben sich ihr Ja-Wort.

## Hintergrund
Der Film war eine der ganz wenigen finanziellen Erfolge für das Studio in einem der wirtschaftlich schwersten Jahre für die gesamte Industrie und etablierte Constance Bennett als wichtigsten Star für RKO. Bennett war seit ihrem Auftritt in Common Clay aus dem Vorjahr erfolgreich mit der Darstellung von jungen Frauen, die mit Charme, Disziplin und Witz einen Ehemann und ihren Platz in der Gesellschaft findet. Der Film brachte sie erneut mit ihrem damaligen Liebhaber Joel McCrea zusammen, mit dem sie insgesamt viermal vor der Kamera stand.
The Common Law ist typisch für das Genre des confession film, der während der Weltwirtschaftskrise hauptsächlich das weibliche Kinopublikum anlockte. Meist drehen sich die Filme um die Probleme von Frauen, die durch eine Liebesgeschichte mit einem charakterlich schwachen Mann in Probleme geraten. Dabei stellt das zugrundeliegende Drehbuch die grundsätzliche Frage, ob in einer Zeit der wirtschaftlichen Unsicherheit Werte wie Tugend und Moral überhaupt einen eigenen Stellenwert haben. Oder ob nicht die Umstände es verlangen, ökonomische Sicherheit durch moralisch fragwürdige Entscheidungen, wie die Liaison mit einem reichen Mann, zu erreichen. Mitunter landen die Frauen in diesen Filmen auf der Straße, um sich und ihre Kinder und/oder Familie zu ernähren. Helen Hayes in Die Sünde der Madelon Claudet oder Marlene Dietrich in Blonde Venus variierten die Thematik. Oft wurden die Frauen auch die Geliebte von älteren Männern oder gingen unwürdigen Beschäftigungen nach, um zu überleben: Barbara Stanwyck in Shopworn, Constance Bennett in Herz am Scheideweg. Meist versuchten die Frauen, ihren Kindern die illegitime Herkunft zu verbergen: Kay Francis in I Found Stella Parrish und Der Erbe des Hauses Farrington, Irene Dunne in The Secret of Madame Blanche, Ruth Chatterton in Madame X sowie Frisco Jenny oder Ann Harding in The Life of Vergie Winters.